# Nannup Shire
Koordinaten: 33° 59′ S, 115° 46′ O

Das Shire of Nannup ist ein lokales Verwaltungsgebiet (LGA) im australischen Bundesstaat Western Australia. Das Gebiet ist 2.935 km² groß und hat etwa 1300 Einwohner (2016).
Nannup liegt an der Südwestküste des Staats etwa 250 Kilometer südlich der Hauptstadt Perth. Der Sitz des Shire Councils befindet sich in der Ortschaft Nannup, wo etwa 600 Einwohner leben (2016).

## Verwaltung
Der Nannup Council hat acht Mitglieder. Die Councillor werden von den Bewohnern der drei Wards (je drei aus North und Central und zwei aus dem South Ward) gewählt. Aus dem Kreis der Councillor rekrutiert sich auch der Ratsvorsitzende und Shire President.